# 長野泰隆
長野 泰隆（ながの やすたか）は、日本の撮影監督。日本映画撮影監督協会（J.S.C.）所属。

## 主な撮影作品

### 映画
- いかレスラー （2004年）
- 兜王ビートル （2005年）
- コアラ課長 （2006年）
- おいら女蛮 （2006年）
- チェンジ! （2006年）
- かにゴールキーパー （2006年）
- 闇の中 （2006年)
- 天国からのラブレター（2007年）
- そんな無茶な!『おばあちゃんキス』（2007年）
- 富江 vs 富江 （2007年）
- 23:60（2007年）
- スーパーカブ （2008年）
- 片腕マシンガール （2008年）映画館大賞34位
- 平凡ポンチ （2008年）
- 2STEPS! （2009年）振付師・上島雪夫 初監督作品
- ロボゲイシャ （2009年）
- 喧嘩番長 劇場版〜全国制覇 （2010年）
- 昆虫探偵ヨシダヨシミ （2010年）
- END CALL （2010年）
- 富江 アンリミテッド （2011年）
- 七つまでは神のうち （2011年）
- 電人ザボーガー （2011年）ファンタスティック・フェス ファンタスティック部門監督賞受賞
- ゾンビアス （2012年）
- ゾンビデオ （2012年）
- デッド寿司 （2013年）AUDIENCE CHOICE AWARDS, BEST FEATURE FILM SILVER（観客賞銀賞）
- ABCオブデス（2013年）
- めめめのくらげ （2013年）現代アーティスト・村上隆（カイカイキキ） 初監督作品
- ライブ（2014年）
- マザー（2014年）漫画家・楳図かずお 初監督作品
- 最後の命（2014年）アメリカチェルシー映画祭最優秀脚本賞&グランプリノミネーションW受賞
- 青鬼 Ver.2.0（2015年）
- スリリングな日常『朝のはなし』（2016年）
- よろず屋探偵談（2017年）South Film and Arts Academy Festival 審査員特別撮影賞受賞/Maverick Movie Awardsベストシネマトグラファ賞2019ノミネーション
- 咲-SAKI-劇場版（2017年）
- ブルーハーツが聴こえる『ラブレター』（2017年）
- ひだまりが聴こえる（2017年）
- パーフェクトレボリューション（2017年）第25回レインダンス国際映画祭正式出品
- HiGH & LOW END OF SKY（2017年）第6回ジャパンアクションアワードベストアクションシーン最優秀賞受賞
- HiGH & LOW THE FINAL MISSION（2017年）
- 未来のあたし（2018年）国際短編映画祭ショートショートフィルムフェスティバル＆アジア（SSFF&ASIS)2018ジャパン部門ノミネート
- 狂武蔵（2020年）
- あの空の向こうに -海風- （2020年）
- 桜色の風が咲く（2022年）
- 車軸（2023年）
- 女優は泣かない（2023年）

### テレビドラマ
- 恋する日曜日『ロンリイザウルス』（2003年・BS-i）
- 東京少女第4回 （2006年、BS-i）[2]
- のぞき屋 （2007年、テレビ東京）[2]
- 古代少女ドグちゃん （2009年、毎日放送）
- ニコニコ少女 （2010年、BS-TBS）
- 古代少女隊ドグーンV （2010年、毎日放送）
- 恋チョコ （2011年、BS-TBS）[2]
- CLAMPドラマ ホリック〜xxxHOLiC〜 （2013年、WOWOW）
- そんなこんなで女は走る（2013年、東海テレビ）
- クロユリ団地〜序章〜（2013年、TBS）
- 魔法★男子チェリーズ（2014年、テレビ東京）
- でんぱコネクションフレンチ（2015年、TVK）
- 怪異TV（2015年、NHK）
- 監獄学園-プリズンスクール-（2015年、MBS）
- HiGH & LOW　season１（2015年、日本テレビ）
- 私のうちにはなんにもない（2016年、NHK）
- 咲-SAKI-（2016年、MBS/TBS）
- Dead Stock-未知への挑戦-（2017年、テレビ東京）
- コンデラタロウ（2017年、NHK）
- I"s（2018年、スカパー）
- 虫籠の錠前（2018年、WOWOW）
- 面白南極料理人（2019年、テレビ大阪/テレビ東京BS）第56回ギャラクシー奨励賞受賞
- 御曹司ボーイズ（2019年、Abema TV/TOKYO MX）Abema TV開局3周年記念ドラマ
- Home Sweet Tokyo season3（2019年、NHK world）
- 働かざる者たち（2020年、テレビ東京/ドラマパラビ）
- 社内マリッジハニー（2020年、MBS/ドラマ特区）
- 最果てから、徒歩5分（2022年、テレビ東京/土曜ドラマ9）

### オリジナルビデオ
- 女囚カオリ 監禁懲罰房からの脱獄 （2002年）
- スーパーエロリーマン 課長 痴魔耕作 （2002年）
- 極道刑事 （2003年）
- 実写版まいっちんぐマチコ先生シリーズ
  - 実写版まいっちんぐマチコ先生 （2003年3月）
  - 実写版まいっちんぐマチコ先生 Let's!臨海学校 （2003年9月）
  - 実写版まいっちんぐマチコ先生 THE MOVIE Oh! コスプレ大作戦 （2004年10月）
  - 実写版まいっちんぐマチコ先生 東大お受験大作戦!! （2006年2月22日）
- 女陰陽師 陰魔侵蝕 （2004年）
- 永井豪ワールド まぼろしパンティVSへんちんポコイダー （2004年）
- 新任女教師 青き性の時限爆弾 （2004年）
- 狂愛 死ぬまでにしたい4つのこと （2005年）
- 機械仕掛けのRQ （2006年）
- 代々木ブルース最終回・地図とミサイル （2009年）
- お姉チャンバラ THE MOVIE vorteX （2009年）
- 喧嘩番長１（2009年）
- 喧嘩番長２（2010年）

### ネット配信
- ウルトラ怪獣御殿 全10話（2012年）
- SKE/学校の怪談（BeeTV）
- HiGH & LOW スピンオフ（2016年）
- 臆病な動物達（2016年）・ LE PRINCE INTERNATIONAL FILM FESTIVAL 2019 elected ・バルセロナTHE BEST FILM FESTIVAL2019 1st Edition  BEST FICTION受賞
- 東京ノスタルジー（2018年）ベルリンAround International Film Feastival International mention 受賞
- FrequencyPlan-b 公式HP-TopMovie-(2019年）
- OnTheWay（2019年）New York City International Reel Film Festival NOTABLE MENTION 受賞
- SHIKIレーベル/SPRING -曖昧な夢の、その先に-(2019年）
- SHIKIレーベル/Summer Melody (2019年）
- AndStyle -MIKA IIZUKA.ver - （2019年）
- ブロスタ CM −三池崇史 監督−（2019年）
- AndStyle -YURI OSAWA.ver - （2019年）
- SHIKIレーベル/Fall in Mind（2019年）
- SHIKIレーベル/Winter - Beautiful Dream -（2020年）
- SHIKIレーベル/BlueTimer （2021年）
- SHIKI ParalleL/Prelude （2021年）
- SHIKI SELECT/VioletSKY （2021年）
- SHIKI SELECT/She’s  （2022年）
- SHIKI NEXT -Red Edition-（2022年）
- SHIKI NEXT -Blue Edition-（2022年）
- ZOWARU（2021年）
- 氷川きよし/ Happy!（2021年）
- ジョブカンCM（2022年）
- TOKYO CASE（2022年/Meta）